# Kisú
A kisú (Kisú-inu 紀州犬) közepes termetű, japán kutyafajta, amit évezredekkel ezelőtt tenyésztettek ki a Kii-félszigeten, Vakajama, Nara és Mie prefektúrában. Eredetileg vaddisznó- és szarvasvadászatra használták. A fajta származási helyén igen népszerű házi kedvenc, azonban Japán és főként a világ többi részén nagyon ritka. Az utóbbi időkben számuk rohamos csökkenésnek indult, ami hatással lehet a kisú genetikai változatosságára vagy akár a fajta megmaradására is.

## Története
A fajtát Kisú régióról (mai Mie és Vakajama prefektúra) nevezték el, nevét kisú kennek szokás mondani, mivel nevének első két kandzsiját (kisú 紀州) onjomi olvasatban kell kiolvasni és így az utolsó kandzsit is ebben az olvasatban ejtik "kennek", viszont az utolsó írásjegy kunjomi olvasata (inu) is gyakori.
A legközelebbi rokonfajtái a sikoku és a kai ken, de rokona a hokkaidó vagy más néven ainu kutyának is.
A kisú eredete egészen az ókori időkig nyúlik vissza; Japánban már több mint 3000 évvel ezelőtt is éltek spicc típusú kutyák. Ezek a kutyák Észak-Ázsiából kerültek először Kínába, majd Koreába és végül Japánba. A Kii-félszigeten (főként Vakajama, Nara és Mie prefektúrában) vaddisznó és szarvas vadászatra használták, manapság azonban többen tartják házi kedvencként.
Létezik egy japán szólás, ami tökéletesen leírja, hogyan vadásztak a kisú inuval a régi időkben: ,,Egy puska, egy kutya". Ez a szókapcsolat arra utal, hogy egy kutya vagy hangosan csaholva sarokba szorította a prédát vagy pedig addig küzdött vele amíg a vadász a lehető legközelebb nem került és le nem lőtte a vadat. Manapság ezt a módszert már nem használják, a kutyákat nem egyedül, hanem kis csoportokban alkalmazzák.
A fajtát szorosan kötik a japán farkashoz. Egy legenda szerint egyszer egy vadász megsajnált egy sérült nőstényfarkast, ami azért cserébe, hogy a vadász megkímélte az életét egy kölyköt adott. Ez a kölyök lett a kisú kutyák ősapja.  Számos fizikai tulajdonsága is emlékeztet a farkasokéra, ilyen például a lábujjaik között húzódó hártya, a hátsó lábakon gyakran megjelenő ötödik, nem csontosodott ujj ( farkasköröm ) és vastag, éles fogaik.
A Nihon Ken Hozonkai (NIPPO) egy olyan szervezet, amely a hat spicc típusú japán kutyafajta (kisú ken, akita inu, kai ken, siba inu, hokkaido vagy más néven ainu és a sikoku) megőrzésére és a fajta standard létrehozására alakult. A fajta első leírása 1934-ben történt a NIPPO által, innentől számítjuk a modern kisú létrejöttét. Korábban több színváltozatban is létezett, amelyek árnyalataikban hasonlítottak rokon fajtája, a sikoku ken színeihez. Az utóbbi kutyafajtával több közös tulajdonságuk is van: közepes termetűek, küllemük farkasra emlékeztető és Japán elszigetelt részein alakultak ki, ezáltal vérvonaluk tiszta.  A kisút régen nevezték kumano kennek (kumano-i kutya) és tajdzsi kennek (tajdzsi-i kutya) is, ezeket az a neveket azokról a helyekről kapták, ahol kiemelkedően jó kutyákat tenyésztettek. Egy másik nevezetes vérvonal volt az ócsijama ken (ócsijama-i kutya), ami fehér kutyáiról volt híres és közrejátszott az imént említett színváltozat elterjedésében. A Hidakától Aritáig nyúló területen a legtöbb kisú szintén fehér volt, ezeket a kutyákat nevezték a hidaka-keinek (hidakai fajta). 1934-től tűntek el a különböző névváltpzatok és kezdték a fajtát kisúnak nevezni. A második világháború idején a többi japán kutyafajtához hasonlóan, csökkent a létszáma, azonban hegyvidékes, elszigetelt származási helyének és a vadászok általi megbecsültségének köszönhetően fennmaradt. A kisú fehér színváltozata az '50-es és ’60-as években egyre nagyobb népszerűségre tett szert.
A Nemzetközi Kinológiai Szövetség 1982-ben jegyezte föl a fajt, Japánon kívüli tenyésztése pedig körülbelül 2000 után indult meg, azonban ennek ellenére a szigetországon kívül továbbra is kicsi a létszámuk, sőt egyre csökken.
Japánban a kisú kenre 1934 óta nemzeti kincsként tekintenek.

## Megjelenés
A kisú egy közepes termetű kutyafajta, melynek testfelépítése arányos és izmos. Fülei kicsik, felfelé állnak, háromszög alakúak és ferdén előre hajlanak. Szemei sötétbarnák, orruk fekete (a fehér színű kutyák esetében némi pigmentáció előfordulhat). Harapásuk erős, állkapcsuk ollószerűen záródik. Fogaik kissé nagynak tűnhetnek testméretükhöz képest. Farka csavart vagy sarló alakú, a kutya hátára vagy a fölé hajlik. A hímek marmagassága 52 cm, a a nőstényeké pedig 49 cm. A kanok testsúlya 17–23 kg a szukáké pedig 15–18 kg.
A kisút nagyjából három kategóriába lehet besorolni, az alapján hogy milyen állatok elejtésére használják (vaddisznó, szarvas és nyúl vagy madarak). Azok az egyedek, amelyek vaddisznóra vadásznak erős, izmos testfelépítésűek és heves természetűek. A szarvasvadász kutyáknak kissé vékonyabb a testalkata, mivel nagy gyorsaságra van szükségük a préda utoléréséhez, továbbá jó a tűrőképességük is. A nyulak és madarak elkapására használt állatok a legkevésbé elterjedtek, mivel az ilyen kisméretű zsákmány elejtéséhez legtöbbször nem szükséges vadászkutya. Ezek az apró fizikai eltérések a vadászok számára ugyan kulcsfontosságúak lehetnek, azonban még nem jelentik azt, hogy három külön fajtáról beszélünk.
A bunda külső rétege durva és egyenes szőrszálakból áll, míg az alsó réteg puha és tömött. A szőrzet hosszabb lehet a farkon és a pofán. A fehér szőrű kisú a legelterjedtebb verzió, viszont más színváltozatok is léteznek. A szezám színű kutyák bundája egyenletes keveréke a vörös, fekete és fehér színeknek, nem lehet szürke vagy fakó. Az ilyen kutyák könnyen beolvadnak a környezetükbe, viszont ezáltal sokszor éri őket baleset, mivel a vadászok számára is nehezen észrevehetőek. Többek között ez is oka annak, hogy az erdős területeken ugyan feltűnő, de legalább a vadászok által is könnyen szemmel tartható fehér kutyák terjedtek el. Az inkább vörösesnek tűnő, de még szezám egyedeket vörös szezámnak, míg az inkább feketének tűnő, de még szezám kutyákat fekete szezámnak nevezik. A vörös kisú bundája vöröses-narancsos, nem lehet túl világos, sárgás, illetve túl sötét sem.  A fekete változaton sárgásbarna jegyek találhatóak, bundájuk rozsdás vagy barnás árnyalatú, sosem tisztán fekete.

### Ápolás
A kisú bundája nem igényel túlzott odafigyelést, elég alkalmanként megfürdetni és hetente egyszer-kétszer átkefélni, annak érdekében, hogy eltávolítsuk az elhalt szőrszálakat. Az időjárástól függően vedlik. A kutya erős és gyorsan növő körmeit rendszeresen vágni kell, a túlnövést elkerülendően. Füleit is tisztítani kell, hogy megelőzzük a sok fülzsír miatt kialakuló fertőzéseket. Továbbá a fogak mosása is ajánlott.

## Jellem
Intelligens, hűséges, aktív kutyafajta, ami leginkább egy személyhez illetve egy családhoz kötődik. Mivel vadászkutya nem viseli jól más állatok társaságát, könnyen előtörnek vadászösztönei. Ha kölyökkorban nem szokik más kutyák társaságához, könnyen frusztrált lehet köztük, ugyan azon nembe tartozó társaikkal gyakran dominánsak. Ennek az lehet az oka, hogy eredetileg egyetlen kutyát használtak a vadászatok során. Nagyon önfejűek tudnak lenni, ezért szigorú nevelésre szorulnak. Vadászat során bátrak, merészek. Szeretik szemmel tartani környezetüket, gyakran másznak fel olyan, magasabb pontokra, ahonnan mindent jól belátni. Idegenekkel szemben lehetnek zárkózottak, távolságtartók.

### Mozgásigény
Nagy mozgásigényű fajta. Mindennap foglalkozni kell velük, feladatokra és stimulációra van szükségük, azonban a feladatok minősége fontosabb, mint a fizikai megterhelés. A kisú kedveli a nagy kerteket, azonban mindennapos foglalkozás és séták nélkül, hamar megunhatják a bezártságot és ilyenkor megpróbálhatnak megszökni.

## Egészség
A legtöbb kisú nagyon egészséges, azonban néha előfordul náluk étel és környezeti allergia. Ritka esetekben autoimmun bőrbetegségeik is lehetnek, melyek gyulladással járnak és szteroidokkal kezelhetőek. A fajtára legjellemzőbb szembetegség a membrana pupillaris persistens, röviden PPM, ami akár látásvesztéssel is járhat. A másik előforduló probléma az entropium, azaz a szemhéj befelé fordulása, ami irritációt okoz. A kisú inuk nagy része nem hajlamos ízületi elváltozásokra. A kisútenyésztők laboratóriumi teszteket használnak, hogy jobban megismerjék a fajta genetikáját és így még megalapozottabb döntéseket hozzanak a tenyésztés során.

## Kiknek ajánlott a tartása?
Mivel a kisú ken nagyon aktív kutyafajta, olyan emberek mellé ajánlott, akik képesek elegendő mozgást biztosítani számára. Nagyszerű társaság azoknak, akik járnak vadászni, kirándulni, sportolni és sok időt töltenek a szabadban. Más kutyákhoz fiatal korukban szocializálni kell őket. Ha kölyökkorban hozzászoktatják, esetleg más állatokkal is kijön, azonban vadászösztönük így is előtörhet. A hideg és meleg időjáráshoz is jól alkalmazkodnak. Makacssága miatt erőskezű gazdára van szüksége. Továbbá mivel Japánon kívül nehéz beszerezni és a legtöbb kutyafajtához képest drága is, nem mindenki tud hozzájutni.